# Успение Богородично (Кюстендил)
Вижте пояснителната страница за други значения на Успение Богородично.
„Успение Богородично“ е възрожденска българска църква в град Кюстендил. Намира се в централната част на града, в непосредствена близост до централния площад.
Построена е през 1816 г. като митрополитска църква в махалата Градец (Варош), на мястото на средновековната църква „Свети Никола“. По план е вкопана едноапсидна трикорабна псевдобазилика, с дървено покритие, с външни размери 23,6 х 14,4 m. Предполага се че иконостасът в женското отделение е първоначалният и след преустройството на църквата през 1833 г. е направен големият иконостас на олтара. Стените са изпълнени от ломен камък и сантрачни скари с масивен корниз (вълчи зъб). Колоните в наоса са дървени. От първия етап са запазени ценни икони, включително една от началото на XIX век от Тома Вишанов. Иконите на Свети Теодор Тирон и Свети Теодор Стратилат от 1818 г. са дело на Лазар Зограф от епирското село Горна Студена.
Олтарните двери от XVI – XVII век са реликва от църквата „Свети Никола“. Отличават се с ажурна техника, с пробиване на дървото и използване на многообразни флорални и геометрични елементи, както и фигури на животни. Сходни са с дверите в църквите „Свети Георги“ в Петралица, Карпинския манастир, „Свети Никола“ в Кратово и „Света Богородица“ в Ранковце.
През 1820 г. в двора на църквата е построено килийно училище.
Вторият строителен етап е извършен през 1833 г. по времето на митрополит Артемий. Тогава са изградени нартекс от север и запад, свещоливница и костница. Олтарните двери са дело на Стойчо Фандъков от село Пещера, Пернишко и сина му Димитър.
След Освобождението северно от църквата на мястото на килийното училище е построена през 1883 г. от майсторите Ризо Петров и Тоне Петрев църковна камбанария с квадратен план и височина 11 м. През третия строителен етап през 1887 г. са изградени трите купола с барабани над централния кораб от майстор Ризо Дюлгер и изписани от художника Иван Доспевски. Иконите са изпълнени от зографите Христо Димитров, Иван Доспевски (1872 – 1874), Евстати Попдимитров и други.
По-късните преустройства се отнасят до остъкляване на нартекса (1894), разширяване на галерията за църковния хор (1914) и др. В църквата е погребан митрополит Иларион Ловчански.
Църквата е архитектурно-художествен паметник на културата с категория „национално значение“ (ДВ, бр. 25/1998 г.). Действащ храм на Българската православна църква.